# Еленія оливкова

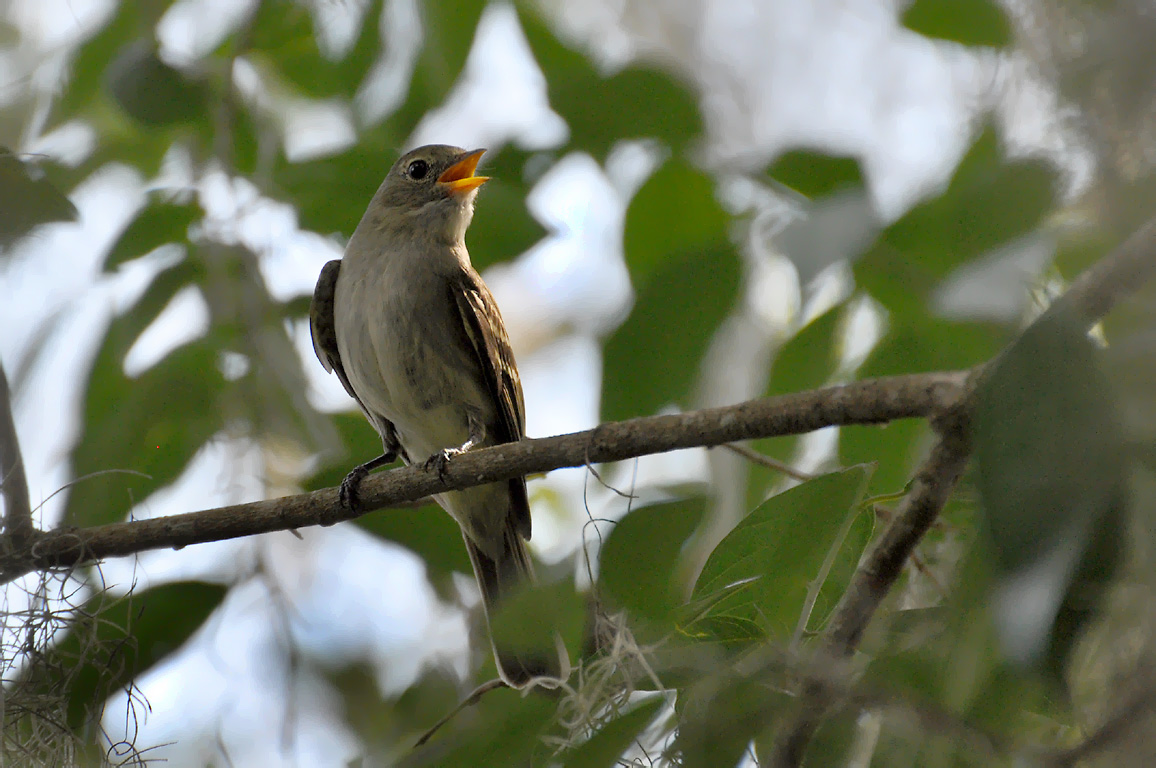
Оливкова еленія

Еле́нія оливкова (Elaenia mesoleuca) — вид горобцеподібних птахів родини тиранових (Tyrannidae). Мешкає в Південній Америці.

## Поширення й екологія
Оливкові еленії поширені на південному сході та півдні Бразилії (на південь від Гоясу й Баїї), на сході Парагваю, на північному сході Аргентини та на півночі Уругваю. Вони живуть в рівнинних і гірських вологих тропічних лісах. Зустрічаються на висоті до 2100 м над рівнем моря.